# Naghadeh
Naghadeh (persisch نقده, aserbaidschanisch Nəğədə, kurdisch: Nexede) ist eine Stadt in der iranischen Provinz West-Aserbaidschan, 23 km vom Urmiasee entfernt. Naghadeh war früher unter dem Namen Sulduz oder Solduz (persisch سولدوز) bekannt. Die Stadt hat über 77.000 Einwohner, die Bevölkerung besteht hauptsächlich aus Aserbaidschanern bzw. Karapapaken und Kurden.

## Geschichte
Naghadeh liegt in Iran in einer Region, deren Geschichte weit zurück reicht. In der Nähe der Stadt befindet sich der Siedlungshügel Hasanlu. Naghadeh selber wurde 1750/1752 von aus dem Kaukasus eingewanderten türkischen Karapapaken gegründet. Der ehemalige Name Sulduz stammt laut Minorsky von dem Namen des mongolischen Stammes Sulduz ab. Dieser spielten als Tschupaniden eine wichtige Rolle zur Zeit der Ilchane.

## Historische Stätten
Naghadeh hat mehrere geschichtlich interessante Plätze, wie zum Beispiel Hewt Kany/Yeddi Göz oder Sultan Yaghoob. Die bedeutendsten Plätze in und um Naghadeh sind:
- Kel-i Schin (Kêleşîn) mit der Kel-i-Schin-Stele, einer urartäisch-assyrischen Bilingue aus blauem Diorit aus der Eisenzeit, südwestlich des Urmia-Sees.
- Hasanlu: Ein Siedlungshügel der Mannäer 12 km nordwestlich von Naghadeh. Hasanlu ist für seinen Goldenen Becher bekannt.
- Dalmā Tepe: eine archäologische Fundstätte, etwa 5 km vom zeitgenössischen Hasanlu
- Einige Feuchtgebiete
- Die Zendan und Baha Hasan Höhlen

## Bildung
Naghadeh besitzt zwei Universitäten:
- Payam Noor Universität
- Azad-Universität von Naghadeh

## Wirtschaft
Die Region lebt von der Landwirtschaft und der Viehhaltung. Die Produkte reichen sowohl für die Selbstversorgung als auch für den Export in andere Städte. Der Reichtum an Erträgen rührt von den fruchtbaren Böden und dem vorhandenen Wasser her.

## Persönlichkeiten
- Mustafa Hijri (* 1945), iranisch-kurdischer Politiker